# Agah Efendi
Çapanzade ou Çapanoğlu Agah Efendi (1832-1885) est un fonctionnaire ottoman, écrivain et rédacteur en chef d'origine turque.

## Biographie
Agah Efendi est né à Yozgat et son père s'appelait Çapanzade Ömer Hulûsi Efendi. Il a fait ses études dans la capitale ottomane de Constantinople, à l'École impériale de médecine.
Agah Efendi a, avec son collègue İbrahim Şinasi, a publié Tercüman-ı Ahvâl (« L'Interprète des événements »), le premier journal privé rédigé par des journalistes turcs. Ministre des postes en 1861, Il a également introduit les timbres-poste dans l'Empire ottoman,,.
Il est également connu pour être membre des Jeunes Ottomans, une société secrète réformiste qui a contribué à l'introduction d'un système constitutionnel dans l'Empire, aboutissant à l'éphémère Première ère constitutionnelle (1876-1878).
Il s'est exilé en France, comme de nombreux intellectuels ottomans réformistes (Ali Suavi, Namık Kemal ou Ziya Paşa), après l'échec de la mise en place de la Constitution. Après plusieurs allers-retours entre l'exil et la Turquie, il est mort à Athènes, en 1885.